# كانييتي دي لاس توريس (قرطبة)
بلدية كانييتي دي لاس توريس (بالإسبانية: Cañete de las Torres)‏، هي إحدى بلديات مقاطعة قرطبة إحدى مقاطعات إسبانيا، و التي تقع في منطقة الأندلس جنوب إسبانيا.
يبلغ عدد سكانها 3.182 نسمة وفقاً لإحصائية سنة (2007).

## أعلام
- بيتشو أتيينزا